# Джек Річер: Не відступай
«Джек Річер: Не відступай» (англ. Jack Reacher: Never Go Back) — американський кримінальний трилер режисера Едварда Цвіка, що вийшов 2016 року. Стрічка створена на основі книги Лі Чайлда і є продовженням фільму «Джек Річер» (2012). У головних ролях Том Круз, Кобі Смолдерс, Даніка Ярош.
Вперше фільм у широкому кінопрокаті почали показувати 20 жовтня 2016 року у низці країн світу, у тому числі і в Україні.

## Сюжет
Приватний детектив Джек Річер співпрацює з військовою поліцією і ловить для них правопорушників. Відійшовши від справ, він вирішив повернутися у розташування 110-го підрозділу військової поліції, де він колись був командиром, і зустрітись із майором Сьюзен Тернер, теперішнім начальником. Проте дізнається, що її заарештували за підозрою у шпигунстві. Річер починає власне розслідування.

## У ролях
| Актор            | Персонаж       | Роль                                |
| ---------------- | -------------- | ----------------------------------- |
| Том Круз         | Джек Річер     | приватний детектив                  |
| Кобі Смолдерс    | Сьюзен Тернер  | командир частини військової поліції |
| Даніка Ярош      | Саманта Дейтон | дочка Джека                         |
| Елдіс Годж       | Еспін          | капітан                             |
| Патрік Хойзінґер | Мисливець      | колишній спецпризначенець з КСО США |
| Джессіка Строуп  | Салліван       | лейтенант                           |
| Голт Маккелені   | Сем Морган     | полковник                           |
| Роберт Кнеппер   | Джеймс Харкнер | генерал                             |
| Джейсон Дуглас   | Реймонд Вуд    | шериф                               |

Крім того в епізодичні ролі агента АТБ зіграв автор новел про Джека Річера Лі Чайлд.

## Створення фільму

### Знімальна група
- Кінорежисер — Едвард Цвік
- Сценаристи — Річард Венк, Едвард Цвік, Маршалл Герсковіц
- Кінопродюсери — Том Круз, Дон Ґрейнджер, Крістофер МакКворрі
- Виконавчі продюсери — Девід Еллісон, Герб Ґейнс, Дана Ґолдберґ, Пола Ваґнер
- Композитор — Генрі Джекмен
- Кінооператор — Олівер Вуд
- Кіномонтаж — Біллі Вебер
- Художник-постановник — Клей А. Ґріффіт
- Артдиректор — Пітер Брок, Браян Фелті, Браян Штульц
- Художник по костюмах — Ліза Ловаас[9].

### Виробництво
Зйомки фільму розпочалися 20 жовтня 2015 року у Новому Орлеані, про що повідомили кінокомпанії «Paramount Pictures» і «Skydance Media». Після декількох тижнів знімання у Новому Орлеані, зйомки продовжились 23 листопада 2015 року у Батон-Руж, а перед тим проводився відбір акторів на ролі у масовці, про що компанія повідомила 11 листопада 2015 року. 19 січня було оголошено, що проводиться набір акторів заднього плану для зйомок фільму 23 січня 2016 року у місті Френсісвіль, штат Луїзіана.

## Сприйняття

### Оцінки і критика
Фільм отримав змішані відгуки: Rotten Tomatoes дав оцінку 38 % на основі 175 відгуків від критиків (середня оцінка 5,1/10) і 50 % від глядачів зі середньою оцінкою 3,2/5 (22 120 голосів). Загалом на сайті фільм має погані оцінки, фільму зарахований «гнилий помідор» від кінокритиків і «розсипаний попкорн» від глядачів, Metacritic — 47/100 (43 відгуки критиків) і 5,7/10 від глядачів (56 голосів). Загалом на цьому ресурсі від критиків і від глядачів фільм отримав змішані відгуки, IGN — 5,5/10 (посередній), Internet Movie Database — 6,4/10 (15 531 голос).
Юлія Ліпенцева на сайті телеканалу «24» написала, що «в цілому, другий фільм про Річера сприймається доволі позитивно. Незважаючи на двогодинний хронометраж, фільм виглядає доволі жваво».

### Касові збори
Під час показу в Україні, що розпочався 20 жовтня 2016 року, протягом першого тижня на фільм було продано 79 485 квитків, фільм був показаний у 209 кінотеатрах і зібрав 6 222 128 ₴, що на той час дозволило йому зайняти 2 місце серед усіх прем'єр.
Під час показу у США, що розпочався 21 жовтня 2016 року, протягом першого тижня фільм був показаний у 3 780 кінотеатрах і зібрав 22 872 490 $, що на той час дозволило йому зайняти 2 місце серед усіх прем'єр. Станом на 6 листопада 2016 року показ фільму триває 17 днів (2,4 тижня), зібравши за цей час у прокаті у США 49 240 000 доларів США, а у решті світу 62 700 000 $, тобто загалом 111 940 000 доларів США при бюджеті 60 млн доларів США.